# Ruottirvodda
Ruottirvodda är en kulle i Finland. Den ligger i Utsjoki kommun i landskapet Lappland, i den norra delen av landet, 1 000 km norr om huvudstaden Helsingfors. Toppen på Ruottirvodda är 360 meter över havet. Ruottirvodda ingår i Paistunturit.
Terrängen runt Ruottirvodda är lite kuperad. Trakten runt Ruottirvodda är nära nog obefolkad, med mindre än två invånare per kvadratkilometer. Det finns inga samhällen i närheten. Omgivningarna runt Ruottirvodda är i huvudsak ett öppet busklandskap.